# Paul Natorp
Paul Gerhard Natorp, född den 24 januari 1854 i Düsseldorf, död den 17 augusti 1924 i Marburg, var en tysk filosof. Han var en av huvudrepresentanterna för Marburgskolan.
Natorp var lärjunge till Hermann Cohen, och arbetade senare i mångårigt intimt samarbete med denne som professor i Marburg och representant för Marburgskolans nykantianism.

## Verk
- Sozialpädagogik (1899)
- Logik in Leitsätzen (1904)
- Gesammelte Abhandlungen zur Sozialpädagogik (3 volymer, 1907)
- Pestalozzi. Leben und Lehre (1909)
- Die logischen Grundlagen der exakten Wissenschaften (1910, 3:e upplagan 1923)
- Philosophie; ihr Problem und ihre Probleme (1911), ny utgåva: Edition Ruprecht, Göttingen 2008 (red. och introduktion av Karl-Heinz Lembeck), ISBN 978-3-7675-3055-3
- Duetscher Weltberuf (1918)
- Sozialidealismus (1920)
- Beethoven und wir (1920)
- Platos Ideenlehre (1921)
- Vorlesungen über praktische Philosophie (1925)
- Allgemeine Logik (i: Flach und Holzhey, Erkenntnistheorie und Logik im Neukantianismus, 1979)